# João Maria de Orléans e Bragança
João de Orléans e Bragança (Boulogne, 15 de outubro de 1916 — Rio de Janeiro, 27 de junho de 2005), foi militar, piloto de aviões e executivo franco-brasileiro, descendente da família imperial brasileira, neto da Princesa Isabel. No final de sua vida, produziu aguardentes em Paraty.

## Biografia
Nascido na vigência do banimento da família imperial brasileira, cresceu na propriedade de seus avós, o castelo d'Eu, na comuna de Eu, região da Alta-Normandia, França. João Maria conheceu o Brasil em 1925 e a partir de 1935 estabeleceu-se em definitivo neste país. Residindo com os pais, Pedro de Alcântara de Orléans e Bragança, e Elisabeth Dobrzensky de Dobrzenicz, em Petrópolis, onde concluiu seus estudos.
Pretendia ingressar na marinha de guerra do Brasil, mas foi reprovado nos testes de admissão sem razão alguma, no entanto, conseguiu ingressar na aviação naval, graças ao auxílio do almirante Castro e Silva. Formou-se segundo-tenente e passou a trabalhar no correio aéreo nacional. Pertenceu, bem como seu pai, à Ação Integralista Brasileira - AIB, organização fundada e liderada por Plínio Salgado, escritor e jornalista de São Paulo. Foi ferido sem gravidade durante o levante de 11 de maio de 1938, no qual liberais, integralistas e militares descontentes invadiram o Palácio Guanabara (ironicamente a ex-residência oficial da avó de João Maria, D. Isabel do Brasil) para depor Getúlio Vargas.
Bon vivant e galanteador, fez parte do "Clube dos Cafajestes", um grupo formado por jovens cariocas da classe alta e boêmios, que circulavam nas altas rodas do Rio de Janeiro. Entre os membros do grupo, Carlos Niemeyer, Sérgio Porto, Paulo Soledade, Carlos Peixoto, Raimundo Magalhães, Ermelino Matarazzo, Vadinho Dolabella, Waldemar Bombonatti, Paulo Andrade Lima, Ibrahim Sued, Ernesto Garcêz Filho, Oldair Fróes da Cruz, Mário Saladini, Jorginho Guinle, Léo Peteca, Darci Fróes da Cruz, Mariozinho de Oliveira, Cássio França, Bubi Alves, Fernando Aguinaga, Francisco Matarazzo Pignatari, Celmar Padilha, Francisco Albano Guize, Carlos Roberto de Aguiar Moreira e Heleno de Freitas, entre outros.
Fez curso de aperfeiçoamento militar nos Estados Unidos e durante a Segunda Guerra Mundial (1939-1945) patrulhou as costas brasileiras. Chegaria à patente de tenente-coronel da Força Aérea Brasileira. Tornou-se, mais tarde, piloto comercial junto à hoje extinta Panair do Brasil, estabelecendo rotas comerciais no exterior. Chegou a ser o vice-presidente da companhia.
Em uma viagem ao Cairo, Egito, conheceu Fátima Scherifa Chirine, já divorciada de Hassan Omar Toussoun, príncipe de Alexandria, cujo título ela não conservou após o desquite. João Maria e Fátima se casaram em Sintra, Portugal, aos 29 de abril de 1949. Posteriormente, estabeleceu-se na cidade de Paraty, tornando-se produtor de aguardentes.
Lançou um livro de memórias em parceria com o escritor J. A. Gueiros, intitulado História de um príncipe. Na obra, editada pela Distribuidora Record de Serviços de Imprensa S.A. (Editora Record), sob o ISBN 85-01-04817-8, em 1997, o autor, entre outros assuntos, argumenta no capítulo "Uma Questão Antiga", subcapítulos "O Equívoco" (páginas 125 e 126) e "O Manifesto" (página 127), a favor da nulidade do instrumento de renúncia de seu pai à chefia da Casa Imperial do Brasil.

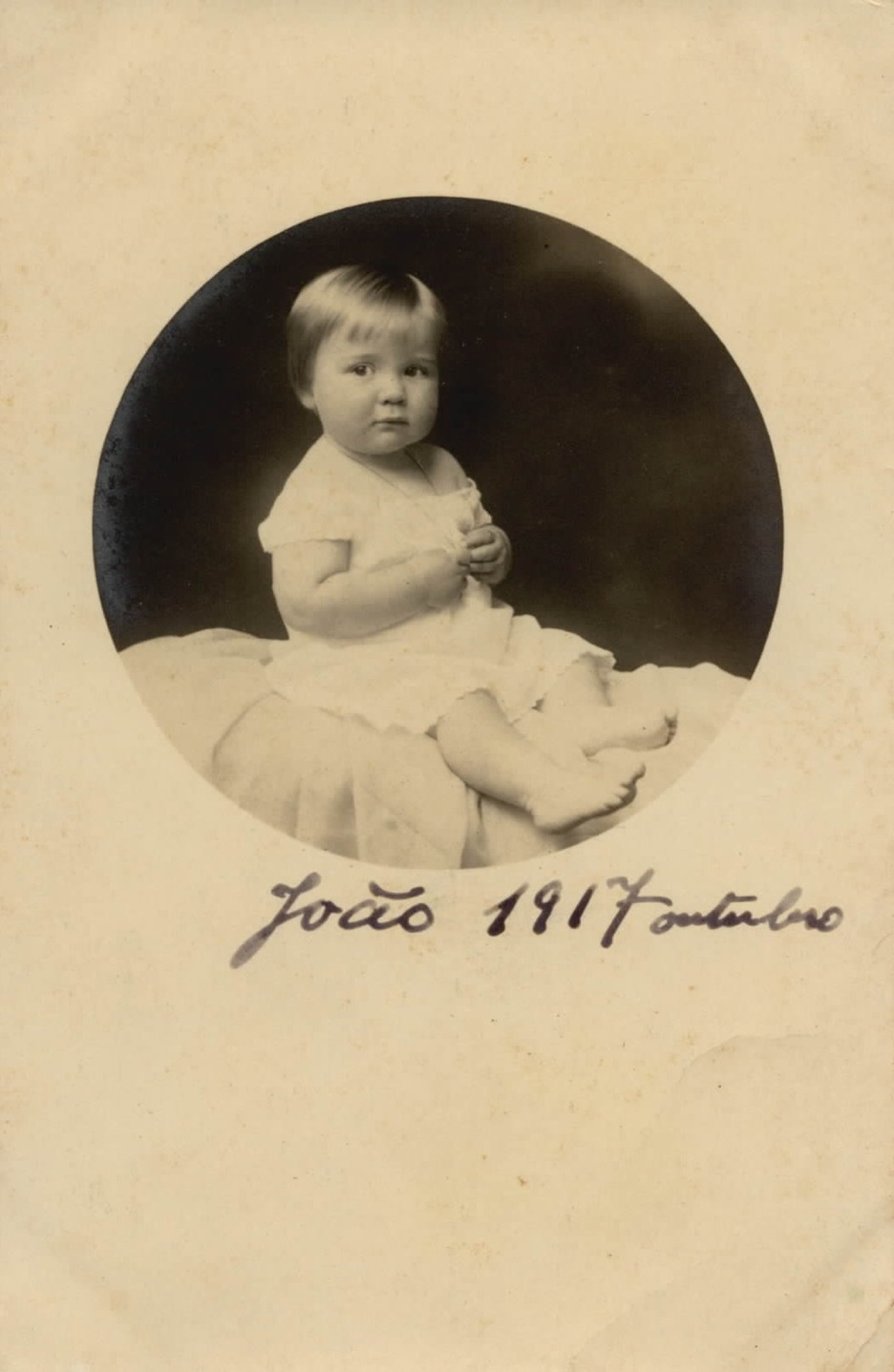
João de Orleans e Bragança (Outubro de 1917).

João Maria faleceu aos 89 anos, no Rio de Janeiro. Seu corpo foi cremado e as cinzas espalhadas pelas praias da cidade de Paraty.

## Casamentos e filho
Casou-se em Sintra, aos 29 de abril de 1949, com a aristocrata egípcia Fátima Scherifa Chirine (Cairo, 19 de abril de 1923 – Rio de Janeiro, 14 de março de 1990), filha de Ismail Hussein Chirine e Aicha Mussallam. Fátima era prima-irmã do diplomata e coronel Ismail Chirine, o qual acabou se tornando o segundo marido da princesa Fawzia Fuad do Egito, após o divórcio dela e de Mohammad Reza Pahlavi, o Xá da Pérsia. 
Quando conheceu D. João no Cairo, Fátima Chirine já era viúva do príncipe Hassan Omar Toussoun, primo do rei Faruque do Egito (irmão da princesa Fawzia). O príncipe Toussoun tinha falecido em 1946, vítima de um acidente de carro na França. Fátima e seu primeiro marido tiveram uma filha, a Princesa Melekper Toussoun, que acabou sendo enteada de D. João.
João e Fátima tiveram um filho:
- João Henrique de Orléans e Bragança (1954–)[2] com descendência.

Eles se divorciaram em 1971. 
Mais tarde, D. João Maria casou-se novamente, desta vez com Teresa Souza Campos, importante nome da noite carioca. O casamento civil foi em Petrópolis, aos 29 de abril de 1990, e, 16 dias depois, no Rio de Janeiro, houve o Casamento religioso. Esta união não rendeu filhos.